# اندیس گرافیت هامان
گرافیت هامان یک اندیس غیرفلزی است که در حوالی شهر آباده استان یزد قرار دارد و مادهٔ معدنی موجود در آن، گرافیت است. سنگ میزبان این اندیس ماسه سنگهای دگرگونه و اسلیت‌ها است و دیرینگی آن به دوران ژوراسیک می‌رسد. در این اندیس، پاراژنز‌های اسمیت زونیت - کالامین یافت می‌شوند.